# 왕첸위안 (학생)

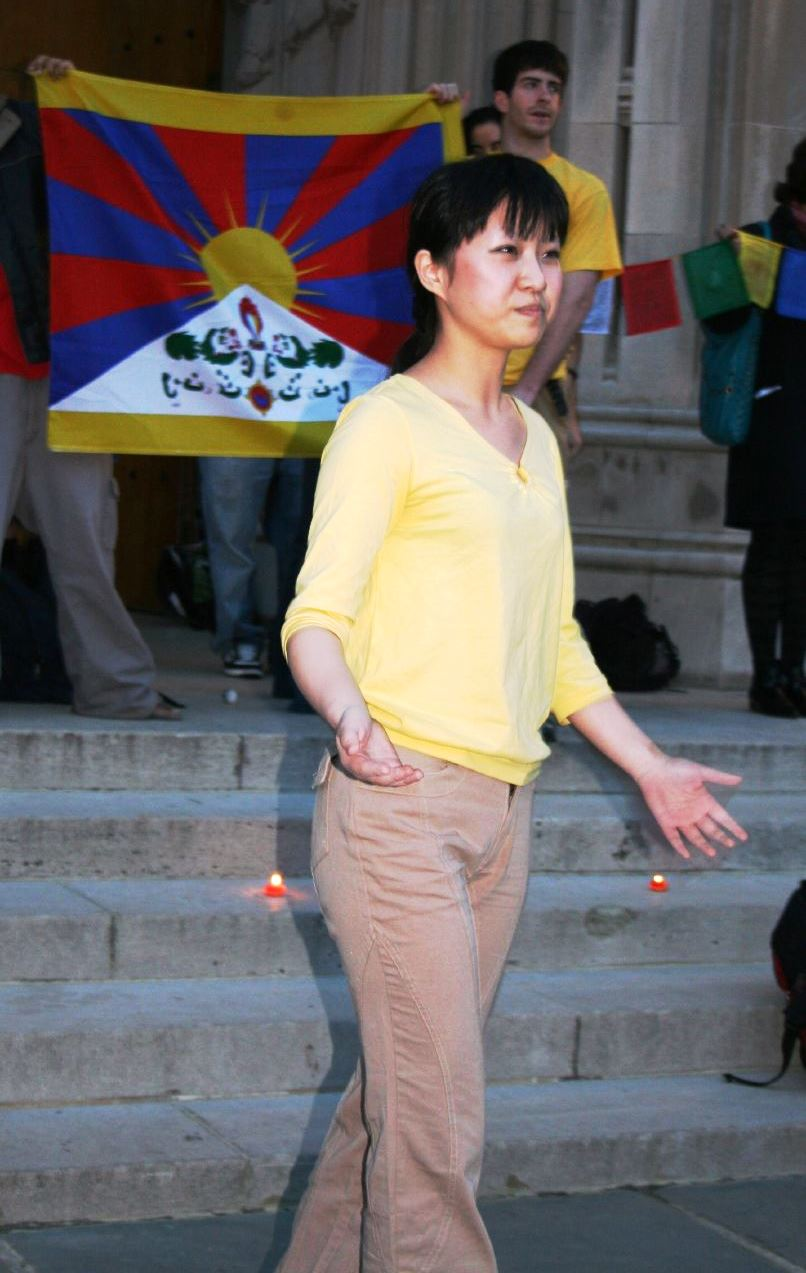
왕첸위안 (2008년)

왕첸위안(중국어: 王千源, 병음: Wáng Qiānyuán, 한자음: 왕천원, 1988년 ~ ) 또는 그레이스 왕(영어: Grace Wang)은 중국의 학생이다. 미국 노스캐롤라이나주 듀크 대학교에서 일어난 2008년 티베트 소요 사태 관련 시위 도중에 티베트 시위대에 가서 티베트인의 인권과 자유를 강조했다. 이에 대해 중국의 네티즌들은 왕첸위안을 반역자로 간주하여 왕첸위안의 집에 테러를 자행했다.

## 참고자료
- Chinese Student in U.S. Is Caught in Confrontation - New York Times
- 为藏独张目，青岛二中女生王千源事件始末
- 티베트도 中만큼 자유 누릴 권리

## 같이 보기
- 티베트 독립운동
- 티베트
- 티베트 망명 정부
- 2008년 티베트 소요 사태